# This Time Next Year (Album)
This Time Next Year (englisch Zu dieser Zeit im nächsten Jahr) ist das erste Studioalbum der englischen Rock-Band Kid Kapichi. Das Album erschien am 5. Februar 2021 im Selbstverlag.

## Entstehung
Die Band plante schon länger, ihr Debütalbum aufzunehmen, wurde aber durch die COVID-19-Pandemie zunächst ausgebremst. Da die Band keine Konzerte mehr spielen konnte und eine Europatournee absagen musste, hatten die Musiker mehr Zeit als erhofft, um neue Lieder zu schreiben. Aufgenommen wurde This Time Next Year laut Sänger Jack Wilson in einem Keller mit praktisch keinem Budget und während eines Lockdowns. Die Band hätte vom Aufnahmeprozess jedoch profitiert, so dass die Demos für ihr zweites Album besser klangen. Das Lied Glitterati erschien bereits auf der EP Sugar Tax und wurde für das Debütalbum neu aufgenommen.
Das Album wurde von der Band und Gavin Monaghan produziert. Laut dem Gitarristen Ben Beetham hat die Band darüber diskutiert, einmal etwas selbst zu produzieren. Wegen der Pandemie hätte die Band zwei Optionen gehabt. Entweder man wartet die Pandemie ab oder man findet einen Weg, es selbst zu machen. Ben Beetham fungierte als Toningenieur und mischte das Album ab. Musikvideos wurden für die Lieder Thugs, Hope’s a Never Ending Funeral, Violence, Fomo Sapiens und Working Man’s Town veröffentlicht. 
Am 29. Oktober 2021 erschien eine „Deluxe Version“ des Albums mit vier Bonustiteln. Bei den Bonustiteln handelt es sich um die Lieder Lucky Ones und American Scream sowie akustischen Versionen der Lieder Working Man’s Town und Hope’s a Never Ending Funeral.

## Hintergrund
Laut dem Sänger und Gitarristen Jack Wilson hat der Albumtitel This Time Next Year zwei Bedeutungen: 

„Du hörst häufig diese Phrase. Heute in einem Jahr wirst du dies tun und dort spielen. Manchmal ist es für dich schwer zu erkennen, was du erreicht hast, weil du immer nach vorne schaust zum nächsten Ding. Dies kann ein toxischer Lebenswandel sein, der oft die Norm ist. Andererseits ist der Satz auch relevant für das, was gerade passiert. Das Leben von jedem pausiert gerade. Wir alle warten und hoffen auf diese Zeit nächstes Jahr.“

Working Man’s Town behandelt die Seebäder und Industriestädte, die vom „modernen Großbritannien“ abgehängt wurden. Das Geld hätte die Städte verlassen, aber die Menschen sind noch da. Laut Sänger Jack Wilson ist das Lied autobiografisch und eine Hommage an „all die starken Männer und Frauen, die in diese Gegenden schöne Gemeinschaften auf die Beine stellen“. Sardines beschäftigt sich mit der wachsenden Unzufriedenheit und Frustration. Die Menschen verlieren ihre Jobs und ihre Wohnungen, während ihnen gesagt wird, dass sie härter arbeiten sollen. Violence beschäftigt sich mit dem gegenwärtigen Klima, in der friedlicher Protest niedergeschlagen und Polizeigewalt sich auf einem Allzeithoch befindet.
Fomo Sapiens ist eine Hymne an die jungen, dummen und hübschen Menschen, die sich in einem endlosen Kreislauf auf Ausgehen, es übertreiben und Entscheidungen bedauern befinden. Je länger man darin gefangen ist, desto mehr Risse tauchen auf. What Would Your Mother Say ist eine Geschichte über die schlechten Entscheidungen eines Unruhestifters in einer Kleinstadt, der unbesiegbar ist, bis er es nicht mehr ist. Hope’s a Never Ending Funeral handelt von einer Person, die erkennt, dass ein Schaden irreparabel ist und das Ende gekommen ist. Es geht darum, mit diesem Gefühl umzugehen und loszulassen, auch wenn es sich wie ein Messer im Magen anfühlt.

## Rezeption
Ali Shutler vom britischen Magazin New Musical Express bezeichnete This Time Next Year als „smartes und unerschrockenes Album“. Die Band „vermeidet die lyrischen Stolperfallen des Genres“, da ihre Songs „auf eine nachvollziehbare Art der Erzählkunst aufbauen anstatt einfach aggressive Musik mit einprägsamen Slogans zu verbinden“. Shutler zog einen Vergleich zu Alex Turner von den Arctic Monkeys und vergab für das Album vier von fünf Punkten. Nathan Blackstone vom Onlinemagazin Altcorner schrieb, dass das Album „schmuddelig und schmutzig ist und die Kraft der Instrumente so gut versendet, dass man denkt, dass deine Lautsprecher gesprengt werden“. Wer „ein energisches Rockalbum mit Ecken und Kanten braucht, der einen wieder auf die Füße bringt, sollte hier reinhören“.